# Танзанийский шиллинг
 Танзанийский шиллинг — денежная единица Танзании. Один танзанийский шиллинг равен 100 центам. Международное обозначение — TZS.
В денежном обращении официально находятся банкноты номиналом 500, 1000, 2000, 5000 и 10 000 танзанийских шиллингов образца 2003 и 2010 годов и монеты номиналом 5, 10, 20 и 50 центов, 1, 5, 10, 20, 50, 100 и 200 танзанийских шиллингов. Фактически монеты номиналом менее 50 шиллингов вышли из обращения.
Банкноты образца 2003 года были введены в обращение в феврале 2003 года, банкноты образца 2010 года — в январе 2011 года. Монета в 100 шиллингов введена в 1994 году, в 50 шиллингов — в 1996 году, в 200 шиллингов — в 1998 году, 500 шиллингов в 2014 году.

## Монеты
В 1966 году, были введены монеты 5, 20 и 50 центов и 1 шиллинг, монета 5 центов из бронзы, 20 центов никелевая , 50 центов и 1 шиллинг медно-никелевые. Медно-никелевая монета 5 шиллингов введена в 1972, далее последовала никелевая 10 центов в 1977 году. В 1987 году, 50 центов и 1 шиллинг стали стальными, и введены медно-никелевые 5 и 10 шиллингов. А в 1990 году, 5, 10 и 20 шиллингов стали стальными, далее последовали латунные 100 шиллингов в 1994, 50 шиллингов в 1996 и 200 шиллингов в 1998, 500 шиллингов в 2014 году.

## Банкноты
В 1966 году Банк Танзании ввёл банкноты достоинством 5, 10, 20 и 100 шиллингов (вместо выведенных из обращения банкнот восточно-африканского шиллинга). 5 шиллингов были заменены монетой в 1972 году. 50 шиллингов введены в 1985 году, далее последовали 200 шиллингов в 1986, 500 шиллингов в 1989 и 1000 шиллингов в 1990. Банкноты 10, 20, 50 и 100 шиллингов были заменены монетами в 1987, 1990, 1996 и 1994 годах соответственно. 5000 и 10 000 шиллингов были введены в 1995 году, далее последовала банкнота 2000 шиллингов в 2003 году.
Сейчас в обращении находятся банкноты номиналом 500, 1000, 2000, 5000 и 10 000 шиллингов образца 2003 и 2011 года. Банкноты образца 2003 года остаются законным платёжным средством и постепенно изымаются из обращения. Банкноты всех предыдущих выпусков выведены из обращения, но могут быть обменены на современные в отделениях Банка Танзании.

### Банкноты образца 2003 года
| Серия 2003—2009 года | Серия 2003—2009 года | Серия 2003—2009 года | Серия 2003—2009 года | Серия 2003—2009 года | Серия 2003—2009 года     | Серия 2003—2009 года                     | Серия 2003—2009 года | Серия 2003—2009 года |
| Изображение          | Изображение          | Номинал (шиллингов)  | Размеры (мм)         | Основные цвета       | Описание                 | Описание                                 | Описание             | Годы печати          |
| Лицевая сторона      | Оборотная сторона    | Номинал (шиллингов)  | Размеры (мм)         | Основные цвета       | Лицевая сторона          | Оборотная сторона                        | Водяной знак         | Годы печати          |
| -------------------- | -------------------- | -------------------- | -------------------- | -------------------- | ------------------------ | ---------------------------------------- | -------------------- | -------------------- |
|                      |                      | 500                  | 130×63               | зелёный              | африканский буйвол       | Национальный университет в Дар-эс-Саламе | голова жирафа        | 2003                 |
|                      |                      | 1000                 | 135×66               | голубой              | Джулиус Ньерере          | здание правительства в Дар-эс-Саламе     | голова жирафа        | 2003 2006            |
|                      |                      | 2000                 | 140×69               | коричневый           | лев на фоне Килиманджаро | старое здание в Занзибаре                | голова жирафа        | 2003 2009            |
|                      |                      | 5000                 | 145×72               | фиолетовый           | чёрный носорог           | золотой рудник и Дом чудес в Занзибаре   | голова жирафа        | 2003                 |
|                      |                      | 10 000               | 150×75               | красный              | слон                     | здание Банка Танзании                    | голова жирафа        | 2003                 |

### Банкноты образца 2011 года
| Серия 2011 года | Серия 2011 года   | Серия 2011 года     | Серия 2011 года | Серия 2011 года | Серия 2011 года    | Серия 2011 года                                            | Серия 2011 года           | Серия 2011 года |
| Изображение     | Изображение       | Номинал (шиллингов) | Размеры (мм)    | Основные цвета  | Описание           | Описание                                                   | Описание                  | Годы печати     |
| Лицевая сторона | Оборотная сторона | Номинал (шиллингов) | Размеры (мм)    | Основные цвета  | Лицевая сторона    | Оборотная сторона                                          | Водяной знак              | Годы печати     |
| --------------- | ----------------- | ------------------- | --------------- | --------------- | ------------------ | ---------------------------------------------------------- | ------------------------- | --------------- |
|                 |                   | 500                 | 120×60          | зелёный         | Абейд Амани Каруме | Национальный университет в Дар-эс-Саламе, группа студентов | Джулиус Ньерере и номинал | 2011            |
|                 |                   | 1000                | 125×65          | голубой         | Джулиус Ньерере    | здание правительства в Дар-эс-Саламе                       | Джулиус Ньерере и номинал | 2011            |
|                 |                   | 2000                | 130×66          | коричневый      | голова льва        | старое здание в Занзибаре                                  | Джулиус Ньерере и номинал | 2011            |
|                 |                   | 5000                | 135×67          | фиолетовый      | чёрный носорог     | золотой рудник и Дом чудес в Занзибаре                     | Джулиус Ньерере и номинал | 2011            |
|                 |                   | 10 000              | 140×68          | красный         | голова слона       | здание Банка Танзании                                      | Джулиус Ньерере и номинал | 2011            |